# Deževice
Deževice su naseljeno mjesto u općini Kreševo, Federacija Bosne i Hercegovine, BiH.
Smještene su između padina planina Vranice i Bitovnje, zapadno od Kreševa. Mjesto je napoznatije kao svetiše svetog Jakova Markijskog, talijanskog franjevca koji je djelovao u Bosni. Svetiše godišnje posjeti desetak tisuća hodočasnika.

## Povijest
Deževice se prvi put spominju 1403. godine. Ovdje je do dolaska Osmanlija postojao franjevački samostan (rezidencija) i crkva svete Jelene. Kako su samostan i crkva spaljeni župa je propala, a obnovljena je tek dolaskom Austro-Ugarske i izgradnje crkve posvećene Gospi Snježnoj.
Crkva je devastirana i oštećena za vrijeme bošnjačko-hrvatskog sukoba kada je stanovništvo Deževica protjerano i raseljeno.

## Stanovništvo

### 1991.
Nacionalni sastav stanovništva 1991. godine, bio je sljedeći:
ukupno: 246
- Hrvati - 233
- Jugoslaveni - 4
- ostali, neopredijeljeni i nepoznato - 9

### 2013.
Nacionalni sastav stanovništva 2013. godine, bio je sljedeći:
ukupno: 72
- Hrvati - 72

## Poznati Deževičani
- Milo Jukić, novinar i publicist

## Vanjske poveznice
- Župa Deževice